# Blaptica pereyrai
Blaptica pereyrai är en kackerlacksart som beskrevs av Frank Nigel Hepper 1965. Blaptica pereyrai ingår i släktet Blaptica och familjen jättekackerlackor. Inga underarter finns listade.